# Si stava meglio quando si stava peggio
Si stava meglio quando si stava peggio è un modo di dire della lingua italiana, molto diffuso nel secondo dopo guerra. La frase viene talvolta attribuita a Benito Mussolini, che l'avrebbe pronunciata nel suo discorso a Torino il 23 ottobre 1932, ma si tratta in realtà di una falsa credenza comune, infatti la frase è stata coniata dallo scrittore e filosofo Francesco Domenico Guerrazzi molto tempo prima.

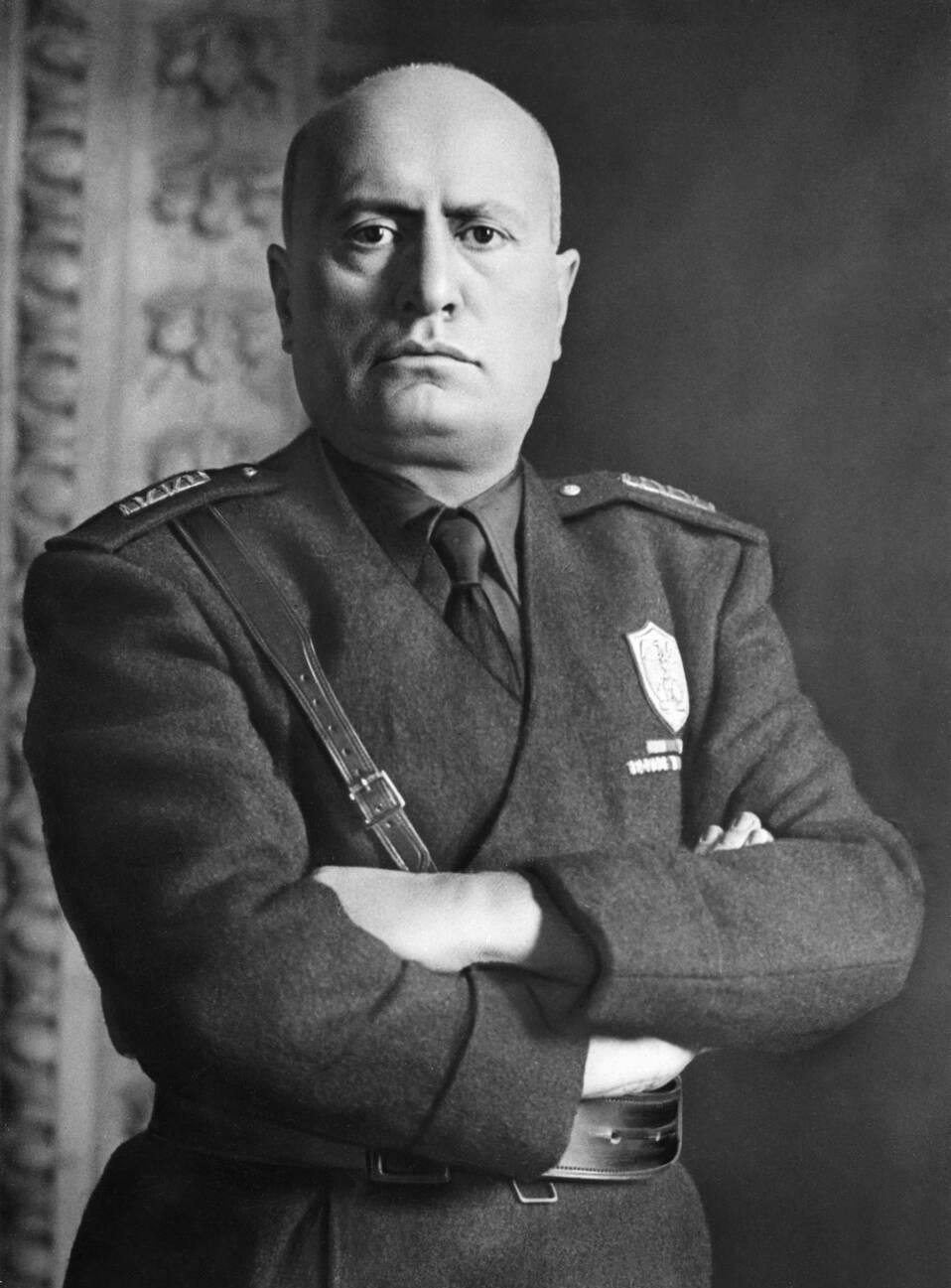
Benito Mussolini

## Significato
Il detto indica che in realtà si stava meglio quando si pensava di trovarsi in situazioni peggiori di quelle attuali. Si diffuse in larga scala negli anni '50 per indicare come la situazione fosse migliore quando l'Italia si trovava sotto il regime fascista.

## Storia
Dopo la fine della seconda guerra mondiale l'Italia viveva un periodo di grandissima crisi sotto ogni aspetto e nacque l'ideologia del qualunquismo portata alla notorietà dal giornale L'Uomo Qualunque fondato nel 1944. A questo ambiente (che tuttavia si dichiarava anticomunista, antifascista e in generale antipolitico) veniva associato l'espressione si stava meglio quando si stava peggio. Difatti negli anni '30 sotto il fascismo, prima dell'inizio della seconda guerra mondiale, l'Italia visse un periodo di crescita economica e di benessere sotto vari aspetti, che portarono gran parte della popolazione a rimpiangerlo negli anni a seguire.
Negli ultimi decenni la frase ha perso il significato originario e viene talvolta usata come luogo comune o per uso satirico.

## Cultura di Massa
Lo scrittore Carlo Greppi ha scritto un libro dedicato ai luoghi comuni il cui titolo è proprio Si stava meglio quando si stava peggio.